# Філократів мир
Філократів мир —  мирний договір, укладений в 346 році до н. е. між македонським царем Філіппом II і Афінами. Названий по імені Філократа — голови афінського посольства, секретаря народних зборів Афін.

## Історія
У 347 році до н. е. афінське посольство, котре включало в себе Демосфена, Есхина і Філократа, які взяли на себе ініціативу щодо укладення цього мирного договору, було направлено з Афін в Пеллу (Македонія).  Умови Філіпа II були такі, що кожна сторона залишає за собою право управляти територіями, які перебували в їх володінні на момент укладення договору за винятком міст Фосіса і Алос. У їх відношенні Філіп міг робити все що він захоче, без урахування думки афінян. Укладення миру відбулося в ході Третьої Священної війни (355-346 до н. е.) І зумовило її результат — поразка Фокіде.

## Умови
За умовами Філократового миру Афіни втратили всі свої володіння у Фракії (крім Херсонеса Фракійского), визнали завоювання Філіпа II на півострові Халкідікі і вступили в союз з Македонією.

## Передмова
У 356 р. до н.е. Почалася Третя Священна війна. Трохи пізніше, після викрадення багатої беотійської дочки, фокейцям вдалося захопити Дельфи. У 355 році до н.е. була скликана амфітеатральна рада, на якій було вирішено оголосити війну проти фокейців. Вождями фокейців були Філомілос і Ономарх. У 354 році до н.е. Філоміло переміг Локро і фессалійців, але потім прийшли беотійці, які допомогли фессалійцям і локросам і перемогли. Філомілос був поранений, після чого покінчив життя самогубством, і його замінив Ономарх. Тоді Ономарх створив велику армію з найманців чисельністю близько 20 000 чоловік. У 353 році до н.е. Ономарх напав на Орхомена і знищив його. Він також напав на Херонію, але зазнав невдачі через прихід беотійців. Фессалійці тим часом попросили допомоги у Філіпа II через напади Лікофрона, тирана Фери. Але Ономархи відбили його за допомогою 20-тисячної армії найманців. Філіп II відступив, але захопив Пагасі, взяв під свій контроль Пагасітську затоку. У 352 році до нашої ери, з великим піднесенням Філіпа та його важливою перемогою під Крокопедіо, союз Халкідіків був порушений і намагався вступити в союз з Афінами. Тоді Філіп дав свою відповідь нападом на Халкідіки в 349 році до нашої ери. , тоді як у 348 р. до н.е. зруйнував союз Халкідіків і зрівняв Олінф. Тоді афінський політик Філократ запропонував мир у 348 р. до н.е. у Філіпа. Однак афінські збори відхилили цю пропозицію, і війна тривала. Потім Філіп послав різних своїх полководців, які напали на острови Егейського моря, які були союзниками афінян.

## Переговори
У 346 р. до н.е. Філіп натякає, що атакуватиме південну Грецію. Фокейці, дізнавшись плани, готують військо в Фермопілах. Вони досі мають підтримку афінян і спартанців . Архідам III посилає армію з 1000 гоплітів, і афіняни набирають усіх, гоплітів до 40 років. Але потім, оскільки Філіп послав генералів на острови Егейського моря, афіняни пішли і відправили Філократа, Демосфена та Есхіна . Есхін хотів, щоб Філіп передав Амфіполіс для укладення миру.